# Wendemark
Wendemark is een plaats en voormalige gemeente in de Duitse deelstaat Saksen-Anhalt, en maakt deel uit van de Landkreis Stendal.
Wendemark telt 232 inwoners.